# 오동도항로표지관리소
오동도항로표지관리소(梧桐島航路標識管理所, O-dong-do Lighhtouse)는 등대 시설 관리 및 관광객들에 대한 편의 제공을 위해 설립된 대한민국 해양수산부 여수지방해양항만청 소속기관으로 오동도항로표지관리소장(6급)은 주사급으로 보한다. 1988년 기존의 ‘등대’라는 명칭에서 ‘항로표지관리소’로 변경되었다. 옛 등탑은 높이 8.4m의 원형 흰색 철근콘크리트 구조물이었으나 2002년 8월 높이 27m의 팔각형으로 개축했다. 건물 내부는 나선형 계단구조를 갖추고 있으며, 외부에 전망대용 엘리베이터가 설치돼 있어 등대에 올라 남해바다를 한눈에 볼 수 있다. 전라남도 여수시 수정동 1-7에 위치하고 있다.

## 연혁[4]
- 1977년 12월 해운항만청 여수지방해운항만청 오동도등대
- 1988년 8월 해운항만청 여수지방해운항만청 오동도항로표지관리소
- 1997년 5월 해양수산부 여수지방해양수산청 오동도항로표지관리소
- 2008년 2월 국토해양부 여수지방해양항만청 오동도항로표지관리소
- 2013년 3월 해양수산부 여수지방해양항만청 오동도항로표지관리소

## 같이 보기
- 소리도항로표지관리소
- 거문도항로표지관리소
- 오동도